# 8993 Ingstad
8993 Ingstad eller 1980 UL är en asteroid i huvudbältet som upptäcktes den 30 oktober 1980 av den danske astronomen Richard West vid La Silla-observatoriet. Den är uppkallad efter Helge Ingstad.
Asteroiden har en diameter på ungefär 7 kilometer.